# Фабіан Резе
Фабіан Резе (нім. Fabian Reese, нар. 29 листопада 1997, Кіль, Німеччина) — німецький футболіст, нападник берлінської «Герти».

## Ігрова кар'єра

### Клубна
Фабіан Резе є вихованцем клубу «Гольштайн» зі свого рідного міста Кіль. У 2013 році футболіст приєднався до молодіжної команди «Шальке 04». Дебют Резе на професійному рівні відбувся 21 листопада 2015 року у домашньому матчі проти мюнхенської «Баварії». В лютому 2016 року Резе підписав з «Шальке» свій перший професійний контракт терміном до літа 2019 року.
Та більшість часу футболіст провів в оренді. Другу половину сезону 2016/17 Резе грав в оренді в «Карлсруе». Потім два сезони провів в клубі «Гройтер Фюрт».
В січні 2020 року стало відомо, що Резе перейде до свого першого клубу — «Гольштайн». Контракт з клубом був підписаний до червня 2023 року. По завершенню контракту з «Гольштайном» влітку 2023 року Резе як вільний агент перейшов до берлінської «Герти».

### Збірна
З 2016 по 2017 роки Фабіан Резе виступав у юнацьких збірних Німеччини.